# 趙戩
趙戩 （早於158年—220年），字叔茂，京兆長陵人，漢末曹魏人物。赵岐从子。

## 生平
起初中常侍唐衡兄長唐玹擔任京兆虎牙都尉時，趙戩從父趙岐隨著民眾貶義唐玹，招致唐玹在延熹元年（158年）擔任京兆尹後盡捕殺趙家，當時年幼的趙戩隨著趙岐逃亡。
初平年中，王允為尚書令時，擔任尚書選部郎。董卓數次想让亲信进入臺閣任职，趙戩堅拒不從。董卓大怒，召集他欲殺之，眾人害怕，趙戩面容言辭卻很從容，陳說是非，董卓後悔，於是放了他，感謝他並遷平陵令。
後李傕等禍亂長安，王允被李傕殺害，棄屍於市，沒人敢去幫王允收屍，只有趙戩棄官奔喪。三輔亂，趙戩客居荊州，劉表相當厚待他。被曹操赶到荆州的祢衡看到赵戬，对他大加称赞。
曹操平定荊州，徵闢他为丞相掾，握著他的手對他說：“相見恨晚。”劉備攻打益州時，丞相掾趙戩说：「劉備是不是不行啊？他拙於用兵，每戰必敗。」認為劉備不會用兵，沒本事拿下益州，傅幹反駁說：「劉備寬仁有度很得人心，又有諸葛亮、關羽、張飛等人傑輔助，怎會不濟呢？」結果劉備果真佔取益州。
後為五官將司馬、相國鍾繇長史。220年，赵戬當時身患毒瘡，不久也因為听说曹操去世而悲痛過度，導致毒瘡發作而病逝，享年六十餘歲。